# Provinz Annaba
Die Provinz Annaba (arabisch ولاية عنابة, DMG Wilāyat ʿAnnāba, tamazight ⴰⴳⴻⵣⴷⵓ ⵏ ⵄⴻⵏⵏⴰⴱⴰ Agezdu n Ɛennaba) ist eine Provinz (wilaya) im nordöstlichen Algerien.
Die Provinz liegt am Mittelmeer nahe der Grenze zu Tunesien, mit einer Fläche von 1410 km² gehört sie zu den flächenmäßig kleineren des Landes.
Rund 603.000 Menschen (Schätzung 2006) bewohnen die Provinz, die Bevölkerungsdichte beträgt somit rund 428 Einwohnern pro Quadratkilometer.
Hauptstadt der Provinz ist Annaba, andere größere Städte sind El Bouni und Sidi Amar.
Die Provinz gehörte während der französischen Kolonialzeit zum Département Constantine. Dieses gehörte zu Französisch-Nordafrika.